# St. Martin (Oberpfraundorf)

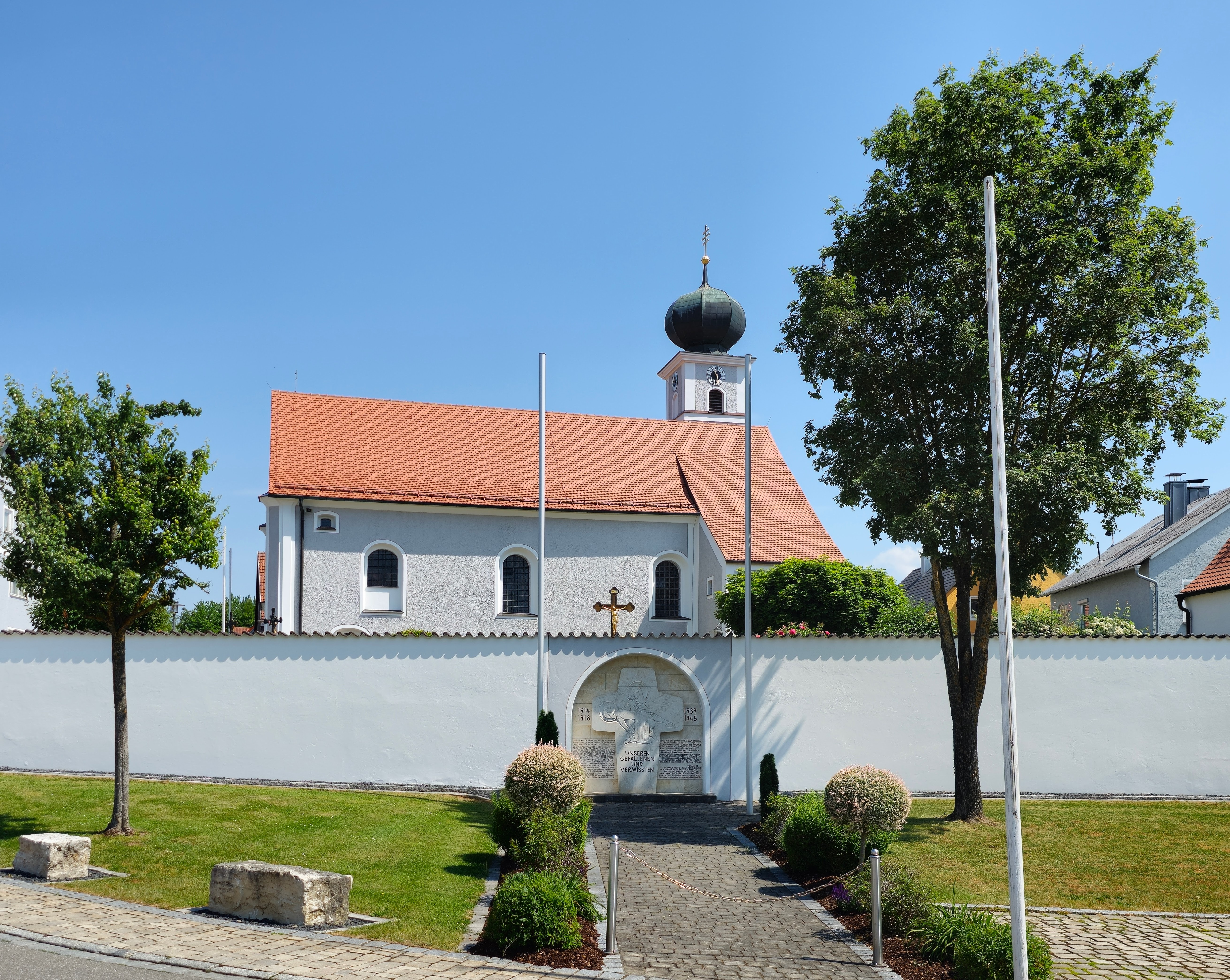
St. Martin Oberpfraundorf

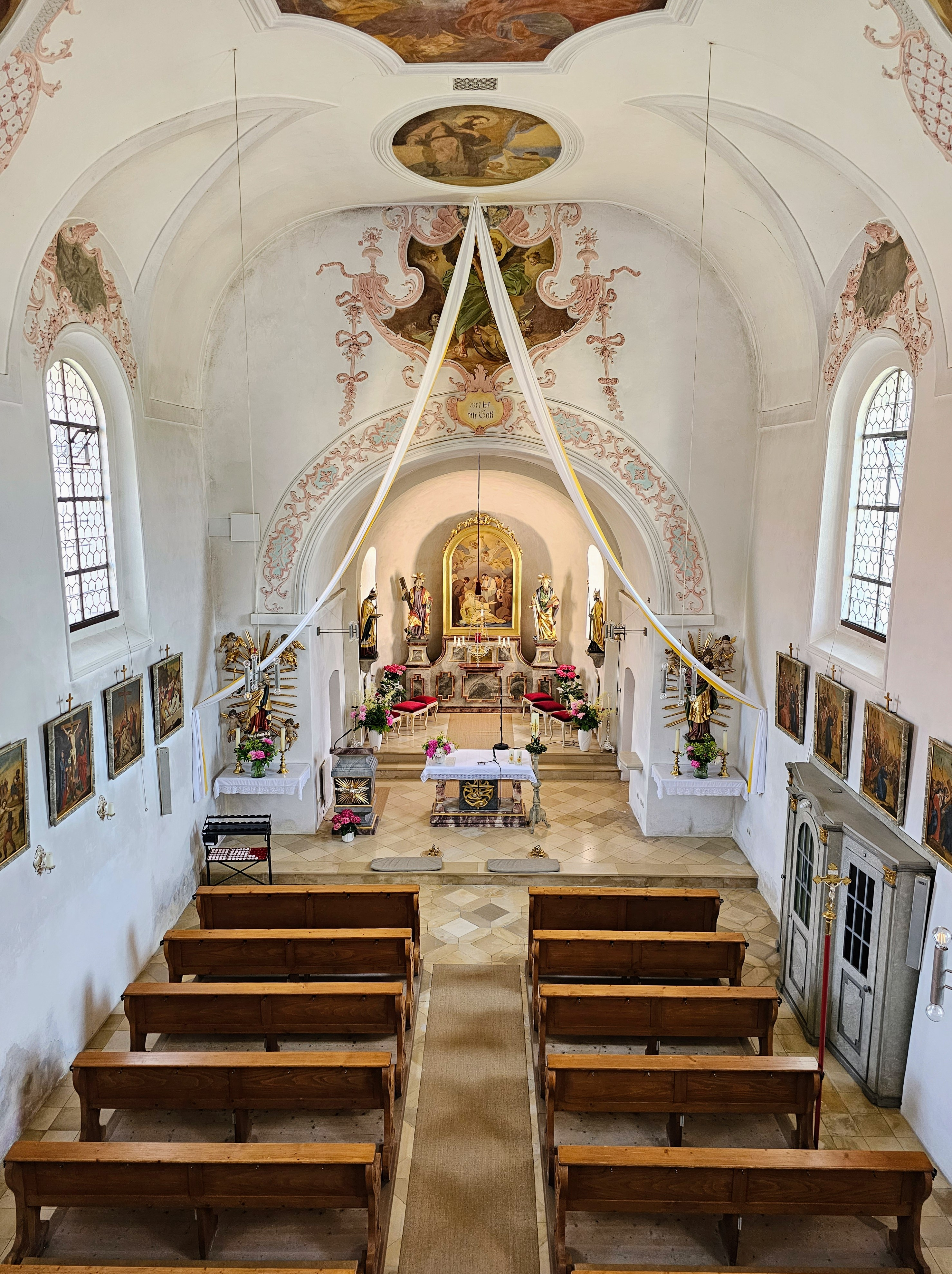
Innenraum (2023)

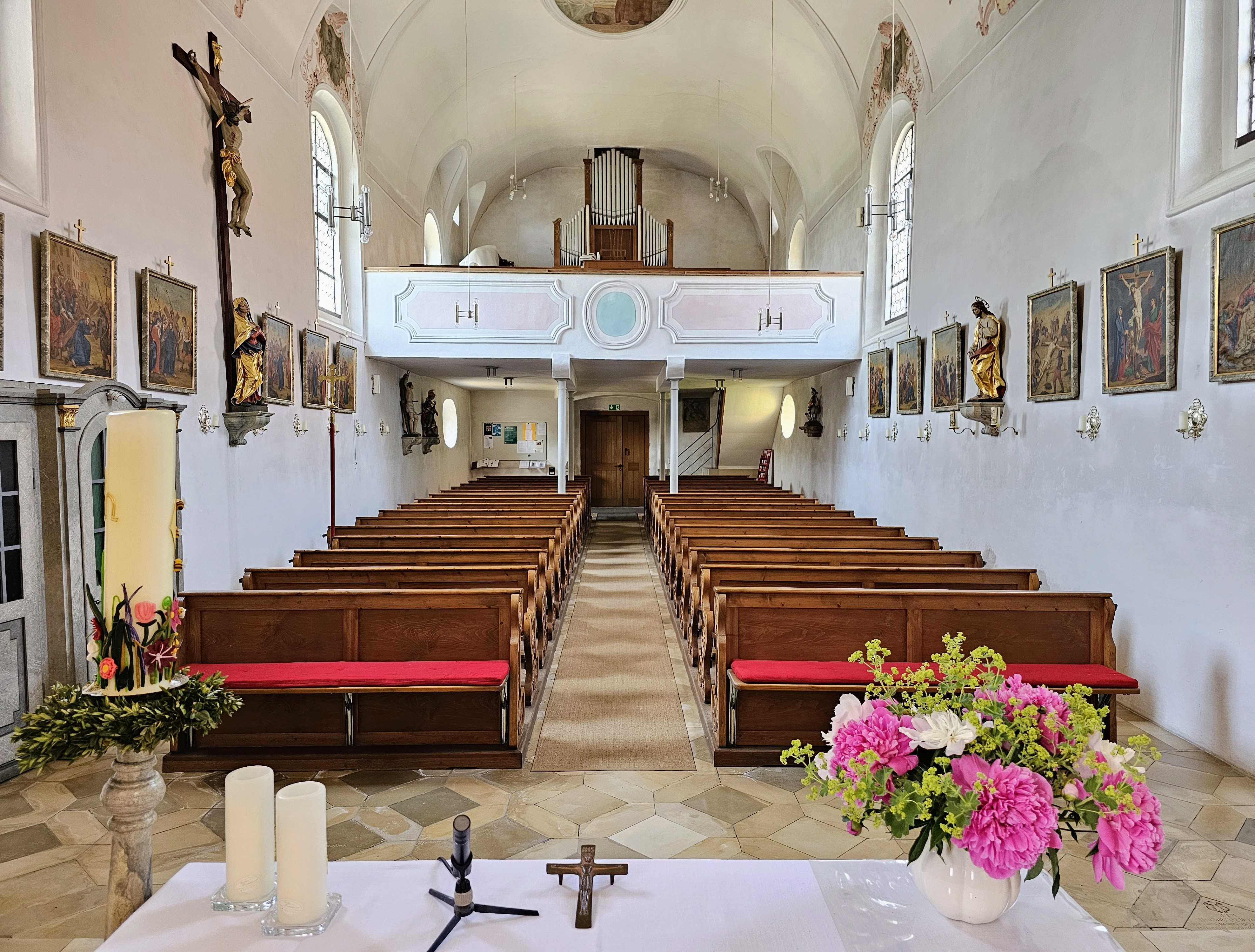
Blick zur Orgel

Die römisch-katholische, denkmalgeschützte Pfarrkirche St. Martin, die ehemalige Schlosskirche des Schlosses Beratzhausen, steht in Oberpfraundorf, einem Gemeindeteil des Marktes Beratzhausen im Landkreis Regensburg der Oberpfalz. Sie ist dem Bistum Regensburg zugeordnet. Das Bauwerk ist unter der Denkmalnummer D-3-75-118-33 als Baudenkmal in die Bayerische Denkmalliste eingetragen.

## Beschreibung
Die romanische Saalkirche wurde im dritten Viertel des 12. Jahrhunderts errichtet. Sie besteht aus einem Langhaus, das 1743 nach Westen verlängert und mit einem Tonnengewölbe versehen wurde, und einem nördlichen Chorflankenturm, dessen oberstes Geschoss die Turmuhr und den Glockenstuhl mit drei Kirchenglocken beherbergt und der mit einer Zwiebelhaube bedeckt ist. Am Chor im Osten ist eine Apsis angebaut. Im Erdgeschoss des südlichen Chorflankenturms der ehemaligen Schlosskirche befindet sich die Sakristei. In der Fassade im Westen des Langhauses ist das Portal untergebracht, das von Pilastern flankiert wird. 
Die Deckenmalereien von 1930 mit Szenen aus der Martinslegende und das Altarretabel des Hochaltars werden Josef Wittmann zugeschrieben. Die Orgel mit 7 Registern auf einem Manual und Pedal wurde 1923 von Willibald Siemann gebaut.